# Billy Hughes

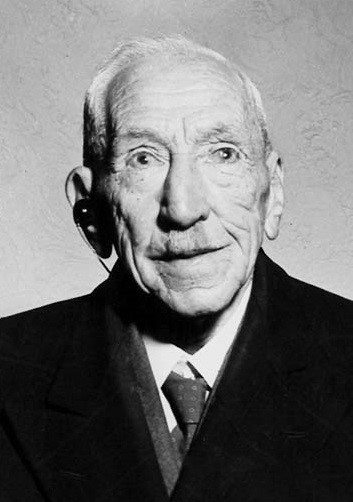
Hughes w 1945, w wieku 83 lat, siedem lat przed śmiercią

William Morris „Billy” Hughes (ur. 25 września 1862 w Londynie, zm. 28 października 1952 w Sydney) – australijski polityk, w latach 1915–1923 premier tego kraju. Zasiadał w parlamencie federalnym Australii łącznie przez 51 lat, co stanowi do dziś niepobity rekord. Do momentu objęcia funkcji przez Tony’ego Abbotta w 2013 r. był ostatnim premierem Australii urodzonym w Wielkiej Brytanii.

## Życiorys

### Młodość
Choć urodził się w angielskiej stolicy, był synem pary Walijczyków i mówił zarówno po angielsku, jak i po walijsku. Jako 22-latek wyjechał do Australii, gdzie początkowo pracował fizycznie. W 1890 osiadł na stałe w mieście Balmain w Nowej Południowej Walii, gdzie założył księgarnię i zaangażował się w ruch socjalistyczny. W 1893 przystąpił do nowo założonej Australijskiej Partii Pracy (ALP). Rok później uzyskał mandat w legislatywie swojej kolonii.

### Początki kariery politycznej
Po powstaniu zjednoczonej Australii w 1901, został wybrany do parlamentu federalnego (od tego czasu uzyskiwał reelekcję w każdych wyborach aż do swej śmierci). Sprawował urząd ministra spraw zagranicznych w pierwszym rządzie Chrisa Watsona, a następnie prokuratora generalnego we wszystkich trzech gabinetach pod wodzą Andrew Fishera. Jego ambicją było stanąć na czele ALP, jednak kolegów partyjnych zrażał do niego trudny, wybuchowy charakter, na który wpływ miała także jego dyspepsja.

### Premier Australii
Ostatecznie dopiął swego w październiku 1915, kiedy zastąpił Fishera jako szef partii i rządu. Był gorącym zwolennikiem udziału Australii w I wojnie światowej. W 1916 wystąpił z inicjatywą wprowadzenia powszechnego poboru wojskowego, połączonego z wysyłaniem rekrutów na front do Europy. Wywołało to bardzo głębokie podziały w społeczeństwie i w partii. Na jego niekorzyść przemawiało przegrane referendum w tej sprawie. Ostatecznie w listopadzie 1916 został usunięty z ALP. Nie stracił jednak władzy, bowiem szybko porozumiał się z liderem liberałów, byłym premierem Josephem Cookiem, i wspólnie utworzyli nowe ugrupowanie, Nacjonalistyczną Partię Australii (NPA), która w wyborach w 1917 zapewniła sobie parlamentarną większość. W tym samym roku rząd Hughesa przegrał kolejne referendum w sprawie wprowadzenia poboru. Premier uniósł się honorem i symbolicznie zrezygnował, jednak gubernator generalny natychmiast powierzył mu ponownie misję utworzenia gabinetu.
W latach 1918–1919 wraz z Cookiem spędził 16 miesięcy we Francji, gdzie brali udział jako delegaci Australii w konferencji pokojowej zakończonej podpisaniem traktatu wersalskiego. Uzyskał dla Australii przejęcie kontroli nad niemieckimi posiadłościami na Nowej Gwinei, a także dopuszczenie jej i innych dominiów brytyjskich do pełnoprawnego członkostwa w Lidze Narodów.

### Upadek
Po powrocie do kraju, Hughes zaczął stopniowo tracić popularność. Oskarżano go o poglądy przesadnie protekcjonistyczne czy wręcz socjalistyczne. W 1922 jego partia wygrała kolejne wybory, ale na tyle nieznacznie, iż musiała w wielu kwestiach współpracować z opozycją, która domagała się zmiany szefa rządu. Ostatecznie nastąpiło to w lutym 1923, kiedy to miejsce Hughesa zajął jego dotychczasowy minister finansów, Stanley Bruce.

### Późniejsza kariera
Były premier wycofał się na margines partii, a w 1929 stanął na czele grupy rozłamowców chcących obalić rząd Bruce’a. Został za to usunięty z NPA i założył nowe ugrupowanie, Partię Australijską (AP), która w 1931 na powrót połączyła się z NPA, tworząc Partię Zjednoczonej Australii (UAP).
Nowe ugrupowanie wygrało wybory w grudniu 1931 i w kolejnym miesiącu utworzyło rząd pod wodzą Josepha Lyonsa, w którym Hughes został ministrem zdrowia. Pozostawał na różnych stanowiskach w gabinetach Lyonsa i jego następcy, Roberta Menziesa, nieprzerwanie aż do 1941. Oprócz ministerstwa zdrowia, kierował w tym czasie również resortami marynarki wojennej, przemysłu i sprawiedliwości. W okresie poprzedzającym II wojnę światową dał się poznać jako zdecydowany przeciwnik brytyjskiej polityki appeasementu. W 1941 UAP utraciła władzę, a 79-letni Hughes został wybrany nowym liderem partii na miejsce Menziesa. Po wyborach w 1943 nie zdecydował się na objęcie funkcji oficjalnego lidera opozycji, oddając ją szefowi Partii Krajowej, Arthurowi Faddenowi. W 1944 UAP demonstracyjnie opuściła wojenną radę doradczą przy premierze, protestując przeciw polityce laburzystowskiego rządu Johna Curtina. Mimo to Hughes wkrótce potem ponownie zasiadł w tym gremium, za co został po raz kolejny w swoim życiu wyrzucony z partii.
W tym samym roku Menzies stworzył Australijską Partię Liberalną, do której Hughes przystąpił i do śmierci, w październiku 1952, reprezentował jej barwy w parlamencie. Został pochowany w Sydney po uroczystym pogrzebie z udziałem 450 tysięcy osób – było to jedno z największych tego rodzaju zgromadzeń w historii kraju.